# Гусаров, Николай Михайлович
Никола́й Миха́йлович Гуса́ров (1917—1979) — участник Великой Отечественной войны, штурман 486-го истребительного авиационного полка 279-й истребительной авиационной дивизии 6-го истребительного авиационного корпуса 16-й воздушной армии Белорусского фронта, майор. Герой Советского Союза.

## Биография
Родился 21 ноября (4 декабря) 1917 года в деревне Новосёлки (ныне — Колпянского района Орловской области) в семье крестьянина. Русский.
Окончил 2 курса Орловского семеноводческого техникума.
В Красной Армии с 1936 года. Окончил Качинскую военную авиационную школу лётчиков в 1939 году. Участвовал в освободительном походе в Западную Украину в 1939 году. Участник Великой Отечественной войны с июня 1941 года. Член ВКП(б)/КПСС с 1942 года.
Будучи штурманом 486-го истребительного авиационного полка в звании майора к ноябрю 1943 года совершил 432 боевых вылета, в 69 воздушных боях сбил лично 15 и в составе группы 14 самолётов противника. 5 июля 1943 года над станцией Поныри (Курская область) протаранил вражеский самолёт.
Указом Президиума Верховного Совета СССР «О присвоении звания Героя Советского Союза офицерскому составу военно-воздушных сил Красной Армии» от 4 февраля 1944 года за «образцовое выполнение боевых заданий командования на фронте борьбы с немецкими захватчиками и проявленные при этом отвагу и геройство» был удостоен звания Героя Советского Союза с вручением ордена Ленина и медали «Золотая Звезда».
После войны продолжил службу в армии. В 1949 году окончил Высшие офицерские лётно-тактические курсы.
В 1955 году вышел в запас в полковника. Жил в г. Железнодорожный Московской области. C 1959 года работал на Кучинском керамическом комбинате в цехе пеностекла.
Умер 3 сентября 1979 года. Похоронен на Пуршевском кладбище.

## Награды
- Звание Героя Советского Союза присвоено 4 февраля 1944 года.
- Награждён орденом Ленина, двумя орденами Красного Знамени, орденом Александра Невского, двумя орденами Отечественной войны 1 степени и двумя орденами Красной Звезды, а также медалями.
- Наградной лист к ордену Красного Знамени
- К ордену Отечественной войны 1 степени
- К ордену Александра Невского

## Память
- В 1995 году на здании «АО Керамкомбинат» установлена мемориальная доска в память о Герое Советского Союза, рабочем завода — Н. М. Гусарове.
- Бюст Гусарова также установлен на Аллее Героев в посёлке Колпны Орловской области[3].
- В краеведческом музее Железнодорожного имеется экспозиция Героев войны и хранятся фотографии и документы.